# چارلز یانوفسکی
چارلز یانوفسکی (انگلیسی: Charles Yanofsky؛ ۱۷ آوریل ۱۹۲۵ – ۱۶ مارس ۲۰۱۸) دانشمند در زمینه ژنتیک اهل ایالات متحده آمریکا بود.
وی همچنین برندهٔ جوایزی همچون نشان ملی علوم، جایزه گاردینر، جایزه سلمان واکسمن در میکروبیولوژی، و جایزه لوئیزا گراس هوروویتس شده‌است.